# Bahnstrecke Nuttlar–Frankenberg
| Winterberger Bahnhof |                                                                                         |                                                          |                                                          |
| Streckennummer (DB): | 2854                                                                                    |                                                          |                                                          |
| Kursbuchstrecke (DB): | 438                                                                                     |                                                          |                                                          |
| Kursbuchstrecke: | 174g (1934) 174k (Allendf.–Frankenb., 1934) 198g (1946) 198m (Allendf.–Frankenb., 1946) |                                                          |                                                          |
| Streckenlänge: | 62,3 km                                                                                 |                                                          |                                                          |
| Spurweite: | 1435 mm (Normalspur)                                                                    |                                                          |                                                          |
| Maximale Neigung: | 25 ‰                                                                                    |                                                          |                                                          |
| Streckengeschwindigkeit: | 60 km/h                                                                                 |                                                          |                                                          |
| |                                                                                         |                                                          |                                                          |
| \| \| \| Obere Ruhrtalbahn von Bestwig \| \| \| \| −0,3 \| Abzw Nuttlar (ehem. Bf) \| 304 m \| \| \| \| Obere Ruhrtalbahn nach Brilon Wald \| \| \| \| \| B7 \| \| \| \| \| B480 \| \| \| \| 2,2 \| Anst Dt. Bauernsiedlung \| Anst Dt. Bauernsiedlung \| \| \| 4,4 \| Bigge (bis 2013 Hp) \| Bigge (bis 2013 Hp) \| \| \| 6,2 \| Bigge VEW \| Bigge VEW \| \| \| \| \| \| \| \| 7,4 \| Awanst Steinhelle (Mitteldeutsche Hartstein-Industrie) \| Awanst Steinhelle (Mitteldeutsche Hartstein-Industrie) \| \| \| \| \| \| \| \| 7,7 \| Steinhelle \| 350 m \| \| \| \| Schmalspurbahn nach Medebach \| \| \| \| 10,2 \| Wulmeringhausen \| Wulmeringhausen \| \| \| 14,5 \| Brunskappel \| Brunskappel \| \| \| 16,4 \| Siedlinghausen \| 462 m \| \| \| 20,7 \| Silbach \| 562 m \| \| \| 25,9 \| Winterberg (Westf) \| 654 m \| \| \| \| Winterberger Tunnel 1 \| 287 m \| \| \| \| Winterberger Tunnel 2 \| 140 m \| \| \| 34,3 \| Züschen \| 500 m \| \| \| 36,6 \| Nuhne \| Nuhne \| \| \| 39,3 \| Liesen \| Liesen \| \| \| 39,4 \| Liese \| Liese \| \| \| 40,6 \| Hallenberg \| 400 m \| \| \| 41,8 \| Nuhne \| Nuhne \| \| \| \| Landesgrenze NRW / Hessen \| \| \| \| 43,543,8 \| Bromskirchener Tunnel \| 315 m \| \| \| 43,9 \| Fickelbach \| Fickelbach \| \| \| 44,1 \| Bromskirchen \| Bromskirchen \| \| \| \| \| \| \| \| 44,9 \| Linsphertalviadukt (auch: Bromskirchener Viadukt, 170 m) \| Linsphertalviadukt (auch: Bromskirchener Viadukt, 170 m) \| \| \| \| \| \| \| \| 48,2 \| Osterfeld \| Osterfeld \| \| \| 52,7 \| Linspherbach \| Linspherbach \| \| \| \| Obere Edertalbahn von Bad Berleburg \| \| \| \| 53,1 \| Allendorf (Eder) \| Allendorf (Eder) \| \| \| 53,6 \| Anst. Viessmann (alt) \| Anst. Viessmann (alt) \| \| \| 53,9 \| Anst. Viessmann (neu) \| Anst. Viessmann (neu) \| \| \| 54,5 \| Rennertehausen \| Rennertehausen \| \| \| 55,1 \| Salbach \| Salbach \| \| \| 56,7 \| Hainer Bach \| Hainer Bach \| \| \| 56,8 \| Haine \| Haine \| \| \| 59,2 \| Goldbach \| Goldbach \| \| \| 59,4 \| Röddenau (zuvor Bf) \| Röddenau (zuvor Bf) \| \| \| 59,7 \| L 3073 \| L 3073 \| \| \| 60,2 \| Eder \| Eder \| \| \| \| Burgwaldbahn nach Marburg \| \| \| \| 62,0 \| Frankenberg (Eder) \| Frankenberg (Eder) \| \| \| \| Untere Edertalbahn nach Korbach \| \| |                                                                                         |                                                          |                                                          |
| |                                                                                         | Obere Ruhrtalbahn von Bestwig                            |                                                          |
| Blockstelle | −0,3                                                                                    | Abzw Nuttlar (ehem. Bf)                                  | 304 m                                                    |
| Abzweig geradeaus und nach links |                                                                                         | Obere Ruhrtalbahn nach Brilon Wald                       | Obere Ruhrtalbahn nach Brilon Wald                       |
| Strecke mit Straßenbrücke |                                                                                         | B7                                                       | B7                                                       |
| Strecke mit Straßenbrücke |                                                                                         | B480                                                     | B480                                                     |
| Abzweig geradeaus und ehemals nach rechts | 2,2                                                                                     | Anst Dt. Bauernsiedlung                                  | Anst Dt. Bauernsiedlung                                  |
| Bahnhof | 4,4                                                                                     | Bigge (bis 2013 Hp)                                      | Bigge (bis 2013 Hp)                                      |
| Dienststation / Betriebs- oder Güterbahnhof | 6,2                                                                                     | Bigge VEW                                                | Bigge VEW                                                |
| |                                                                                         |                                                          |                                                          |
| Dienststation / Betriebs- oder Güterbahnhof | 7,4                                                                                     | Awanst Steinhelle (Mitteldeutsche Hartstein-Industrie)   | Awanst Steinhelle (Mitteldeutsche Hartstein-Industrie)   |
| |                                                                                         |                                                          |                                                          |
| ehemaliger Bahnhof | 7,7                                                                                     | Steinhelle                                               | 350 m                                                    |
| Abzweig geradeaus und ehemals nach links |                                                                                         | Schmalspurbahn nach Medebach                             | Schmalspurbahn nach Medebach                             |
| ehemaliger Haltepunkt / Haltestelle | 10,2                                                                                    | Wulmeringhausen                                          | Wulmeringhausen                                          |
| ehemaliger Haltepunkt / Haltestelle | 14,5                                                                                    | Brunskappel                                              | Brunskappel                                              |
| Bahnhof | 16,4                                                                                    | Siedlinghausen                                           | 462 m                                                    |
| Haltepunkt / Haltestelle | 20,7                                                                                    | Silbach                                                  | 562 m                                                    |
| Kopfbahnhof Strecke ab hier außer Betrieb | 25,9                                                                                    | Winterberg (Westf)                                       | 654 m                                                    |
| Tunnel (Strecke außer Betrieb) |                                                                                         | Winterberger Tunnel 1                                    | 287 m                                                    |
| Tunnel (Strecke außer Betrieb) |                                                                                         | Winterberger Tunnel 2                                    | 140 m                                                    |
| Bahnhof (Strecke außer Betrieb) | 34,3                                                                                    | Züschen                                                  | 500 m                                                    |
| Brücke über Wasserlauf (Strecke außer Betrieb) | 36,6                                                                                    | Nuhne                                                    | Nuhne                                                    |
| Haltepunkt / Haltestelle (Strecke außer Betrieb) | 39,3                                                                                    | Liesen                                                   | Liesen                                                   |
| Brücke über Wasserlauf (Strecke außer Betrieb) | 39,4                                                                                    | Liese                                                    | Liese                                                    |
| Bahnhof (Strecke außer Betrieb) | 40,6                                                                                    | Hallenberg                                               | 400 m                                                    |
| Brücke über Wasserlauf (Strecke außer Betrieb) | 41,8                                                                                    | Nuhne                                                    | Nuhne                                                    |
| Grenze (Strecke außer Betrieb) |                                                                                         | Landesgrenze NRW / Hessen                                | Landesgrenze NRW / Hessen                                |
| Tunnel (Strecke außer Betrieb) | 43,543,8                                                                                | Bromskirchener Tunnel                                    | 315 m                                                    |
| Brücke über Wasserlauf (Strecke außer Betrieb) | 43,9                                                                                    | Fickelbach                                               | Fickelbach                                               |
| Bahnhof (Strecke außer Betrieb) | 44,1                                                                                    | Bromskirchen                                             | Bromskirchen                                             |
| |                                                                                         |                                                          |                                                          |
| Brücke über Wasserlauf (Strecke außer Betrieb) | 44,9                                                                                    | Linsphertalviadukt (auch: Bromskirchener Viadukt, 170 m) | Linsphertalviadukt (auch: Bromskirchener Viadukt, 170 m) |
| |                                                                                         |                                                          |                                                          |
| Haltepunkt / Haltestelle (Strecke außer Betrieb) | 48,2                                                                                    | Osterfeld                                                | Osterfeld                                                |
| Brücke über Wasserlauf (Strecke außer Betrieb) | 52,7                                                                                    | Linspherbach                                             | Linspherbach                                             |
| Abzweig ehemals geradeaus und von rechts |                                                                                         | Obere Edertalbahn von Bad Berleburg                      | Obere Edertalbahn von Bad Berleburg                      |
| Dienststation / Betriebs- oder Güterbahnhof | 53,1                                                                                    | Allendorf (Eder)                                         | Allendorf (Eder)                                         |
| Abzweig geradeaus und ehemals von links | 53,6                                                                                    | Anst. Viessmann (alt)                                    | Anst. Viessmann (alt)                                    |
| Abzweig geradeaus und von links | 53,9                                                                                    | Anst. Viessmann (neu)                                    | Anst. Viessmann (neu)                                    |
| ehemaliger Haltepunkt / Haltestelle | 54,5                                                                                    | Rennertehausen                                           | Rennertehausen                                           |
| Brücke über Wasserlauf | 55,1                                                                                    | Salbach                                                  | Salbach                                                  |
| Brücke über Wasserlauf | 56,7                                                                                    | Hainer Bach                                              | Hainer Bach                                              |
| ehemaliger Haltepunkt / Haltestelle | 56,8                                                                                    | Haine                                                    | Haine                                                    |
| Brücke über Wasserlauf | 59,2                                                                                    | Goldbach                                                 | Goldbach                                                 |
| ehemaliger Haltepunkt / Haltestelle | 59,4                                                                                    | Röddenau (zuvor Bf)                                      | Röddenau (zuvor Bf)                                      |
| Bahnübergang | 59,7                                                                                    | L 3073                                                   | L 3073                                                   |
| Brücke über Wasserlauf | 60,2                                                                                    | Eder                                                     | Eder                                                     |
| Abzweig geradeaus und von rechts |                                                                                         | Burgwaldbahn nach Marburg                                | Burgwaldbahn nach Marburg                                |
| Bahnhof | 62,0                                                                                    | Frankenberg (Eder)                                       | Frankenberg (Eder)                                       |
| |                                                                                         | Untere Edertalbahn nach Korbach                          |                                                          |

Die Bahnstrecke Nuttlar–Frankenberg, auch Ruhr-Eder-Bahn genannt, ist eine 62,3 km lange eingleisige, nicht elektrifizierte Nebenbahn von Nuttlar an der Oberen Ruhrtalbahn über Winterberg und Allendorf (Eder) nach Frankenberg (Eder). Zwischen Winterberg und Allendorf ist die Strecke entwidmet und abgebaut.

## Geschichte

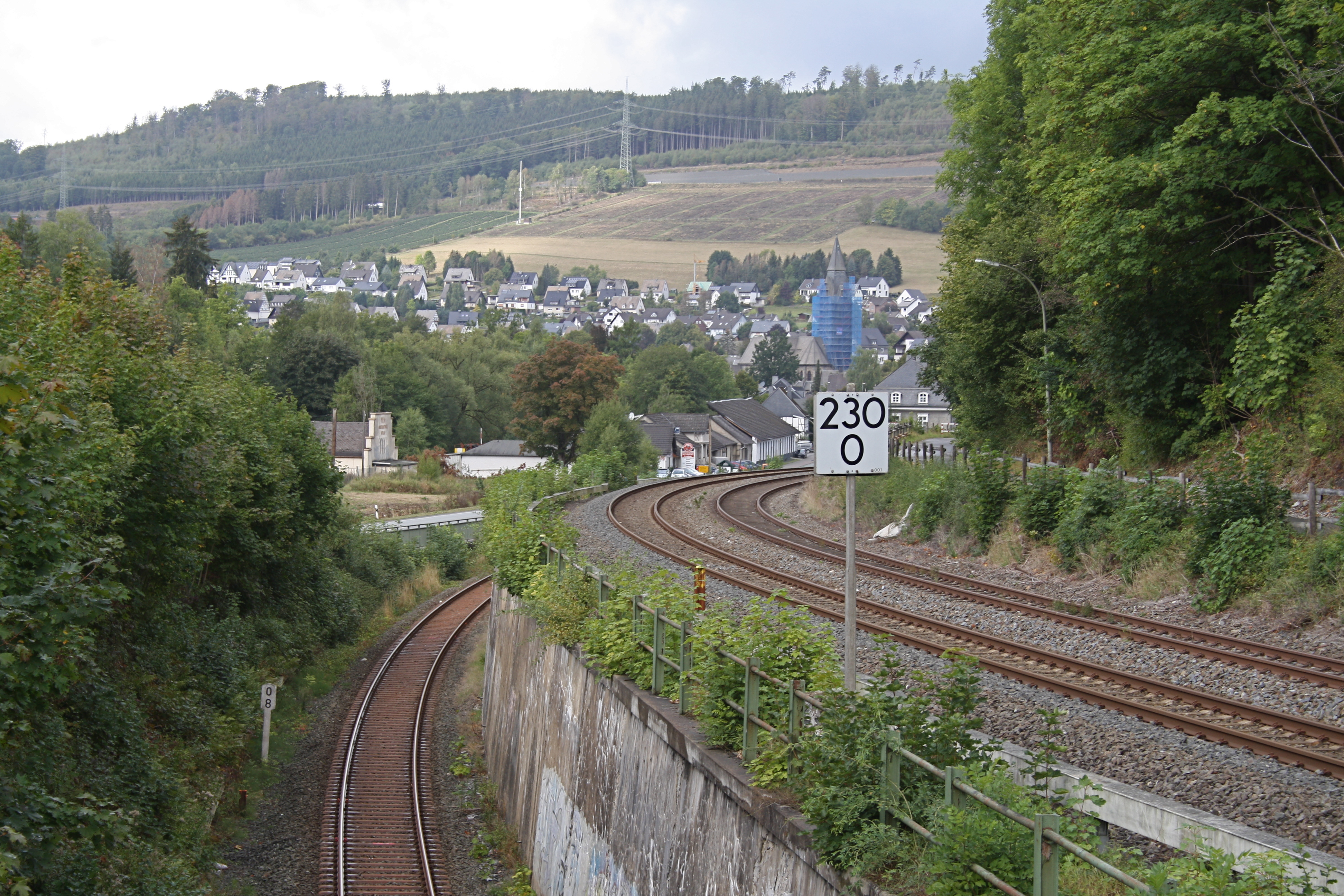
Die Gleise der Bahnstrecke Nuttlar–Frankenberg (links) und der Oberen Ruhrtalbahn vor Nuttlar

### Bau
Der Bau des Abschnittes von Nuttlar nach Winterberg wurde am 20. Mai 1898 durch ein Gesetz des preußischen Landtages beschlossen. Der Abschnitt Nuttlar (Westfalen)–Steinhelle war am 1. Mai 1902 betriebsfertig. Am gleichen Tag begann auch die Kleinbahn Steinhelle–Medebach als Zweigstrecke den Betrieb einer Teilstrecke. Die Fortsetzung von Steinhelle bis Winterberg wurde am 1. Oktober 1906 eröffnet.
Zu diesem Zeitpunkt war bereits die Verbindung mit dem hessischen Streckennetz beschlossen. Zwischen Winterberg und Bromskirchen waren zahlreiche Kunstbauten erforderlich, darunter drei Tunnel sowie ein Viadukt (der Linsphertalviadukt), bei einer Steigung von bis zu 2,5 %. Der durchgehende Betrieb bis Frankenberg wurde am 1. Dezember 1908 aufgenommen. In Frankenberg bestand Anschluss an die Strecke Korbach–Warburg. Ab 1910/1911 war von Allendorf aus eine Weiterfahrt mit der Oberen Edertalbahn bis Bad Berleburg möglich.

### Zweiter Weltkrieg
Am 29. März 1945, gegen neun Uhr morgens, stoppten amerikanische Panzer einen Raketenzug im Bahnhof Bromskirchen, der auf dem Weg nach Winterberg war, um ihn dort im Tunnel abzustellen. Den Amerikanern fielen mit diesem V2-Eisenbahnbatteriezug der Gruppe Süd-Art. Rgt. (mot.) z.V.901, Abt.Ia, unter Planen getarnt, zehn komplette V2-Raketen einschließlich Treibstoff, Eisenbahnabschussrampen, gepanzerten Mannschafts- und Flakwagen sowie die Bedienungsanleitungen in die Hände; es fehlten lediglich die Sprengköpfe. Drei Tage später ließen die Amerikaner den wertvollen Beutezug nach Antwerpen bringen. Von dort wurde die Ladung nach Amerika verschifft und trug zum Aufbau der amerikanischen Raketentechnik bei. Bis dahin war den Amerikanern die V2 nur aus ihren Bruchstücken nach dem Einschlag bekannt. Die Erbeutung des Zuges wurde auch ausführlich in alliierten Wochenschauen thematisiert.

### Entwicklung unter der Bundesbahn

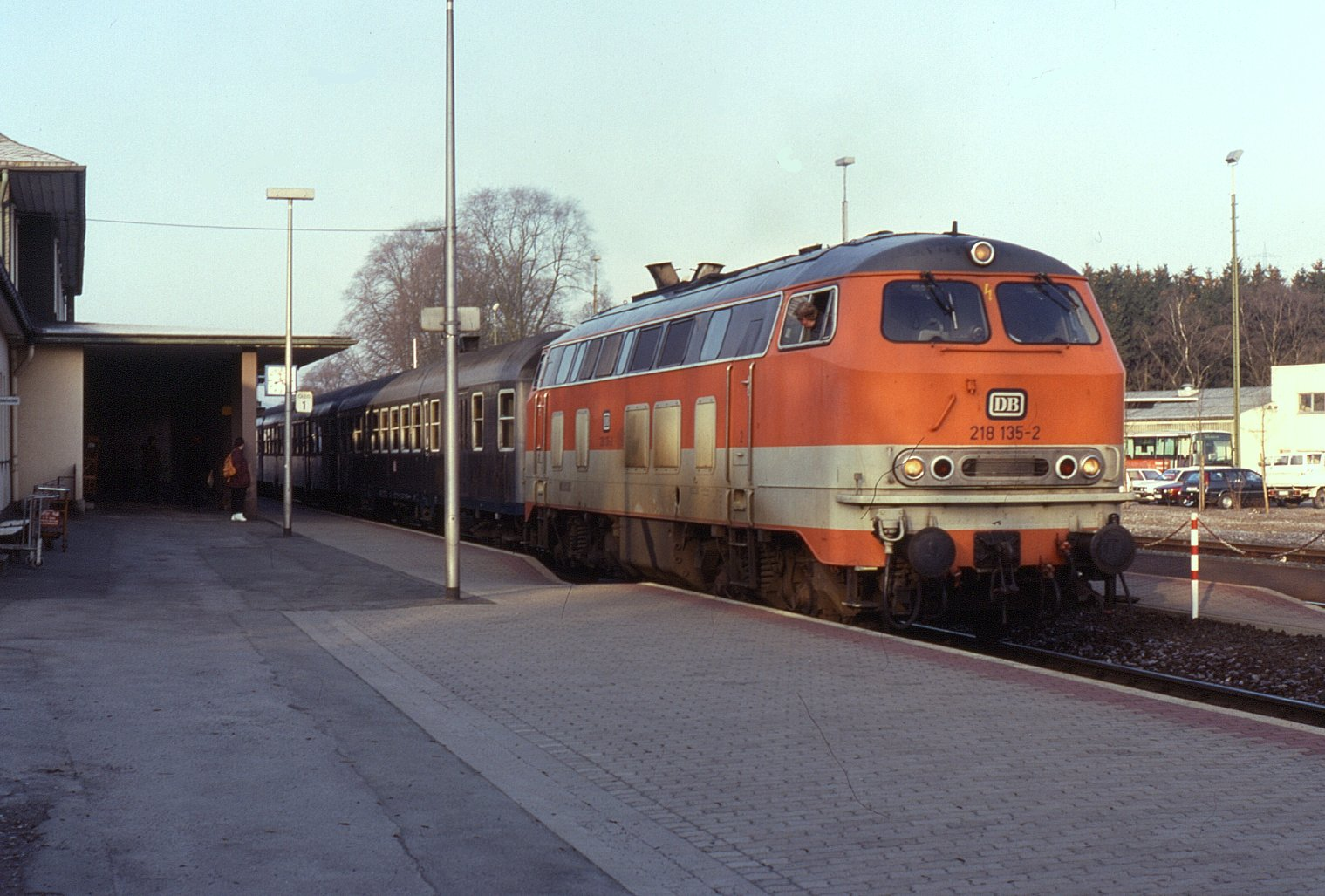
Diesellokomotive der Baureihe 218 in Pop-Lackierung in Bestwig 1993

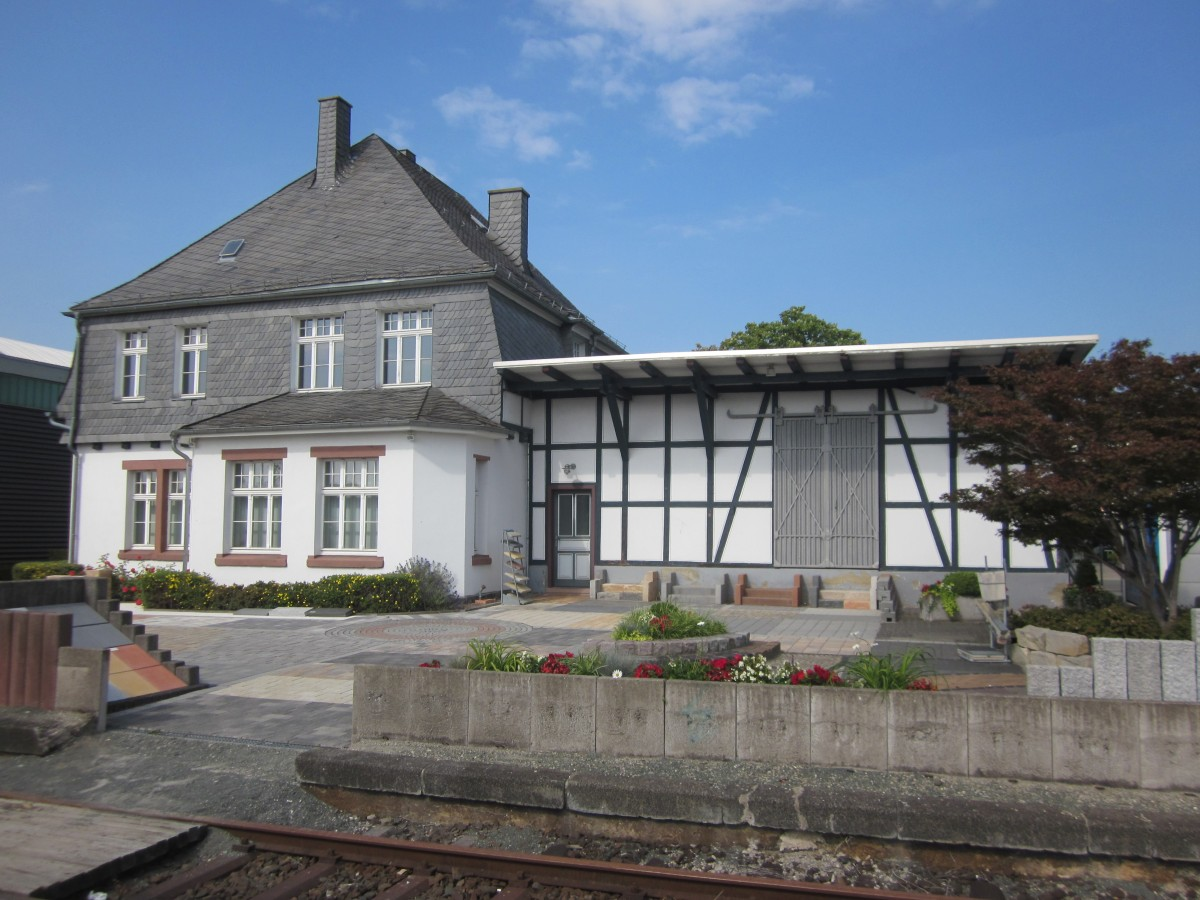
Ehemaliges Bahnhofsgebäude Allendorf (Eder)

Neben dem Personenverkehr wurden auch umfangreicher Güterverkehr über die Strecke abgewickelt. Insgesamt bestanden neben den Streckenendpunkten elf Bahnhöfe sowie fünf Haltepunkte. Mehrere Zugpaare fuhren täglich über die Gesamtstrecke. Zwischen Winterberg und dem Ruhrgebiet verkehrten oft Sonderzüge für Wintersportler.
In den 1960er Jahren verursachte der Betrieb vor allem des mittleren Teilstückes wachsende Fehlbeträge. Da Investitionen unterblieben, mündete dies schließlich am 14. November 1966 zwischen Winterberg und Allendorf in die Einstellung des Personenzugverkehrs aus Sicherheitsgründen sowie des Güterverkehrs zwischen Hallenberg und Allendorf. Dieser Abschnitt wurde am 28. Mai 1967 stillgelegt und abgebaut. Die Strecke zwischen Frankenberg und Allendorf wurde noch bis 1981 für durchgehende Verbindungen bis Bad Berleburg über die Obere Edertalbahn genutzt.
1989 wurde die Trasse im Bereich Bermecketal und Deutsche Bauernsiedlung weiter entfernt von der Oberen Ruhrtalbahn umtrassiert und gleichzeitig die Ruhr verlegt. Hierdurch konnte die B480 über eine Brücke in die B7 einmünden statt über einen Bahnübergang hangaufwärts mit Rückstaugefahr. Am 30. Mai 1992 wurde auch der Güterverkehr zwischen Winterberg und Hallenberg eingestellt und die Teilstrecke abgebaut, damit war auch das Abstellen von Wintersportzügen nach Winterberg in Hallenberg nicht mehr möglich.

### Entwicklung seit der Bahnreform

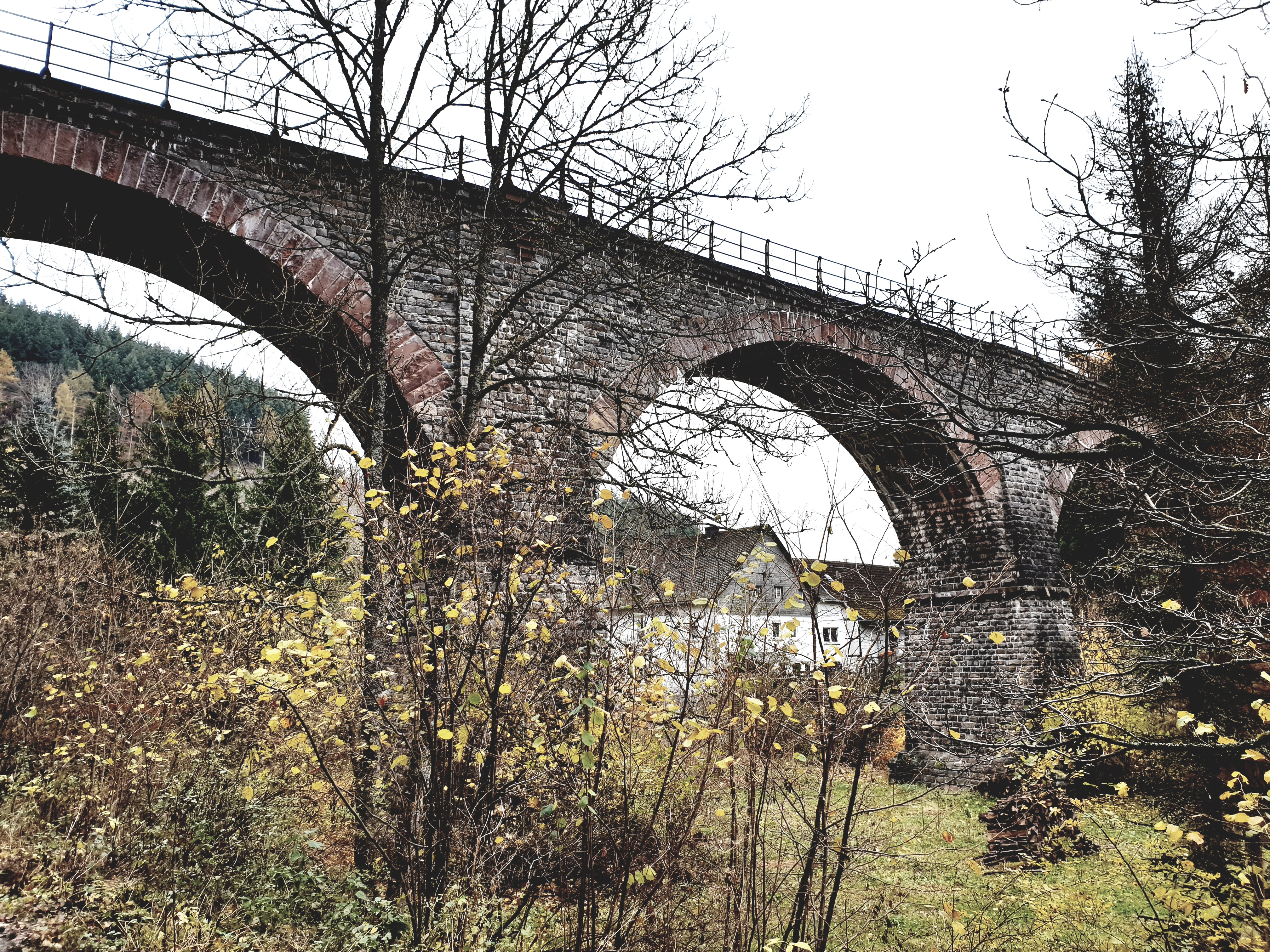
Viadukt bei Bromskirchen über das Tal des Linspherbachs

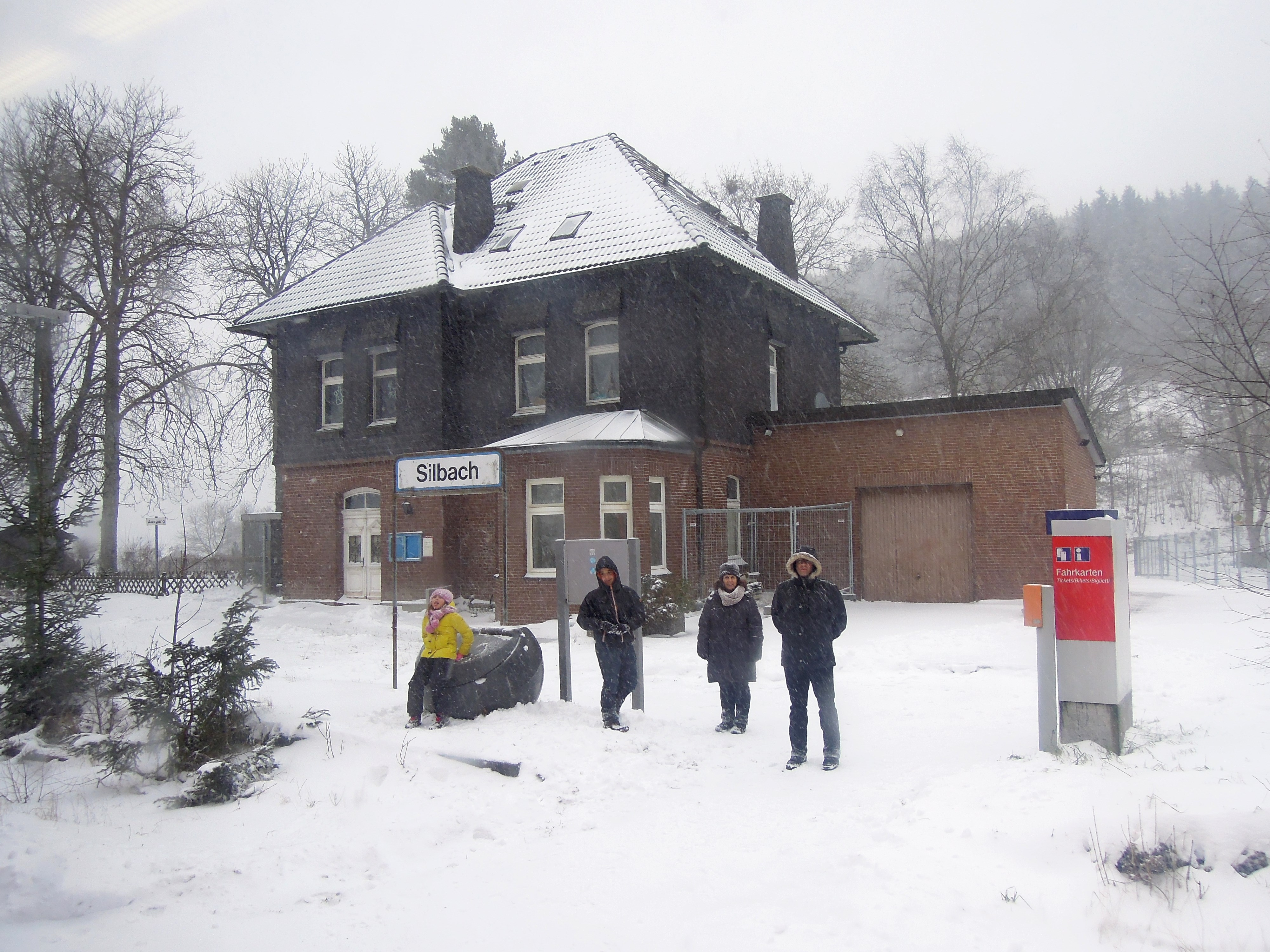
Besonders im Winter dient die Bahnstrecke dem Tourismusverkehr

In den 1990er Jahren war auch der restliche Nahverkehr zwischen Bestwig und Winterberg aufgrund der geringen Nachfrage gefährdet. Vor allem die parallele Buslinie Hallenberg–Winterberg–Olsberg macht der Bahnstrecke bis heute große Konkurrenz, da sie über ein dichteres Haltestellennetz verfügt und in Olsberg optimale Anschlüsse an die Züge Richtung Hagen und Kassel hat. Dagegen boten die Pendelzüge nach Bestwig einen schlechteren Anschluss nach Osten und keinen Fahrzeitvorteil gegenüber dem Bus bei Umstieg auf die Züge nach Hagen. Um die Nachfrage auf der damaligen RB 55 zu steigern, wurden 1995 die n-Wagenzüge mit Diesellok durch modernere Triebzüge der Baureihe 628 abgelöst und im Mai 1998 zwischen Bestwig und Winterberg ein Stundentakt eingeführt. Wegen mangelnden Zuspruchs wurde die Taktverdichtung unter der Woche nach einem Jahr wieder zurückgenommen.
Da die Strecke mit ihren isolierten Pendelzügen keine Zukunft hatte, wurde ab 2001 ein durchgehendes Angebot in das Oberzentrum Dortmund entwickelt. Dazu wurde die bisher zwischen Schwerte und Meschede verkehrende Linie RE 57 nach Winterberg verlängert und am westlichen Ende direkt nach Dortmund verlagert. Sie verkehrte anfangs an Wochentagen im Zweistundentakt, während am Wochenende bis auf zwei Zugpaare weiterhin nur zwischen Bestwig und Winterberg gefahren wurde. Durch die neue Linie entfielen bei Fahrten nach Dortmund zwei Umstiege und die Fahrtzeit reduzierte sich um 34 Minuten. Nach Einführung dieses Angebotes entwickelte sich die Nachfrage sehr positiv und am Wochenende wurde ein stündlicher Fahrplanrhythmus nach Dortmund eingeführt. Zwischen 1997 und 2012 stiegen die Fahrgastzahlen zwischen Bestwig und Winterberg um 125 % auf 407 pro Tag. Zum Dezember 2004 wurde der Betrieb der Linie RE 57 mit dem Sauerland-Netz neu ausgeschrieben. Gewinner war dabei der Altbetreiber DB Regio NRW, der für den Betrieb neue Triebzüge vom Typ Alstom Coradia LINT 41 angeschafft hat.
Der Personenverkehr auf dem Reststück von Frankenberg nach Allendorf und Battenberg-Auhammer ruht überwiegend, seitdem die erst 2005 eingerichteten Sommerwochenend-Verbindungen gestrichen wurden. Das Angebot sollte sich in erster Linie an wandernde und radfahrende Ausflügler richten. Personenverkehr findet nunmehr nur noch sporadisch statt, meist anlässlich diverser Veranstaltungen wie z. B. der Eder-Bike-Tour. Güterverkehr besteht auf den beiden verbliebenen Teilstücken weiterhin.
Schienen liegen im Teilstück zwischen Winterberg und Allendorf nicht mehr. Der Winterberger Tunnel 1 wurde abgetragen, der Winterberger Tunnel 2 ist stillgelegt. Der Bromskirchener Tunnel wurde Mitte 2006 zur Nutzung für Fußgänger und Radfahrer umgebaut. Die Durchfahrt ist gesperrt, wenn im Tunnel, wie unter anderem auch beim nicht hier verlaufenden SauerlandRadring, Fledermäuse überwintern. Zusammen mit der Inbetriebnahme des neuen Bahnhofs Bigge wurde die Gesamtstrecke bis Winterberg an ein Elektronisches Stellwerk (Hersteller: Scheidt & Bachmann, Typ:ZSB 2000) angebunden, dessen Bedienplatz sich beim Fahrdienstleiter in Bestwig befindet. Die Fahrdienstleiterstellwerke in Winterberg und Siedlinghausen entfielen damit. Im Rahmen der Umrüstung wurden auch die seit Jahren nicht mehr genutzten Gleisanschlüsse Deutsche Bauernsiedlung und Steinhelle aufgehoben.
Bis zum Fahrplanwechsel 2016/17 fand auf dem südlichen Abschnitt bis Allendorf noch Güterverkehr, in Form von einer Belieferung von Viessmann mit Flüssiggas statt. Seit der Einstellung dieser Verkehrs bleiben nur noch die gelegentlichen Holzzüge nach Battenberg (Eder).
Im Rahmen der Wiederinbetriebnahme des SPNV auf der Strecke Brilon Wald–Brilon Stadt wurde auch der Ausbau der vor einigen Jahren zum Haltepunkt zurückgebauten Station Bigge gefördert. Hier entstand ein zweigleisiger Bahnhof mit Kreuzungsmöglichkeit. Hierdurch konnte ein einheitlicher Fahrplan an allen Wochentagen eingeführt werden. Vor dem Fahrplanwechsel im Dezember 2016 wurde wochentags bei einem Zweistundentakt und am Wochenende bei einem Stundentakt in zwei verschiedenen Fahrplanlagen gefahren, da nur in Siedlinghausen gekreuzt werden konnte. Dies führte am Wochenende zu einer ungünstigen Taktlage mit langen Wendezeiten in Winterberg und Dortmund, einem Umlauf Fahrzeugmehrbedarf und einer Führung nahezu im Blockabstand zur RE 17 zwischen Schwerte Ost und Bestwig. Bei dem Ausbau wurden die Bahnsteige vollständig neu errichtet und auf eine einheitliche Höhe von 76 cm gebracht, um einen barrierefreien Einstieg zu ermöglichen. Die modernisierte Station ging am 25. November 2013 in Betrieb. Im Jahr 2014 wurde der Bahnhof Winterberg in Vorbereitung auf die 2015 stattfindenden Bob- und Skeleton-Weltmeisterschaften umfassend modernisiert. Hierbei wurde das Bahnhofsgebäude abgerissen und ein Kombibahnsteig zum schnellen Umstieg zwischen Bus und Bahn errichtet. Hier werden die Buslinien S 50 nach Hallenberg, S 40 nach Niedersfeld und Schmallenberg, R 28 nach Bad Berleburg sowie die R 48 Richtung Düdinghausen erreicht. Der vom Regelverkehr angefahrene Bahnsteig 1 wurde bei der Modernisierung barrierefrei ausgebaut. Bahnsteig 2 wurde im Ursprungszustand belassen, da er nur von Sonderzügen angefahren wird. Die südliche Streckenweiterführung und die Abstellanlage wurde mittlerweile mit Gebäuden verschiedener Discounter-Ketten überbaut.
Im Sommer 2015 wurden die Gleise und der Oberbau zwischen Bestwig und Winterberg vollständig modernisiert. Durch die Bestandssanierung soll die Zahl der Langsamfahrstellen reduziert werden. Diese mussten in den letzten Jahren aufgrund von Infrastrukturmängeln immer wieder eingerichtet werden und führten zu Betriebseinschränkungen. Das im Oktober 2017 neu errichtete Bahnhofsgebäude in Winterberg wurde 2018 durch die Allianz pro Schiene als Bahnhof des Jahres ausgezeichnet.
Im Rahmen der Neuausschreibung des Sauerland-Netzes sollten ursprünglich im Dezember 2016 neue Triebzüge vom Typ Pesa Link mit Fahrscheinautomaten und 36 Fahrradstellplätzen auf der Linie RE 57 verkehren. Da der Hersteller Pesa die neuen Züge nicht fristgerecht ausgeliefert hat und die bisherigen Fahrzeuge in anderen Verkehrsverträgen gebunden sind, kamen übergangsweise Fahrzeuge der Baureihe 644 zum Einsatz. Die neuen Züge standen erst ab März 2019 zur Verfügung. Mit der Betriebsaufnahme wurden die Fahrzeiten zwischen den Wochentagen vereinheitlicht.
Im Winter 2019/2020 verkehrte über mehrere Monate an Samstagen während der Wintersaison testweise ein durchgehendes Zugpaar zwischen Winterberg und Oberhausen. Die Fahrt begann um ca. 07:15 in Oberhausen und hielt in Mülheim, Essen, Bochum, Witten, Schwerte, Bestwig, Bigge, Siedlinghausen und Silbach. Die Ankunft war gegen 10 Uhr, die Rückfahrt gegen 17 Uhr. Der lokbespannte Wagenzug der Firma AixRail wurde aus Pönalemitteln finanziert, die der NWL durch Qualitätsmängel des Betreibers DB Regio im Sauerlandnetz einbehalten hat. Anhand der Nachfrage sollte entschieden werden, ob das Angebot bestehen bleibt oder weiter ausgebaut wird. Das Angebot wurde in den Folgejahren nicht wieder bestellt.

## Zugangebot heute

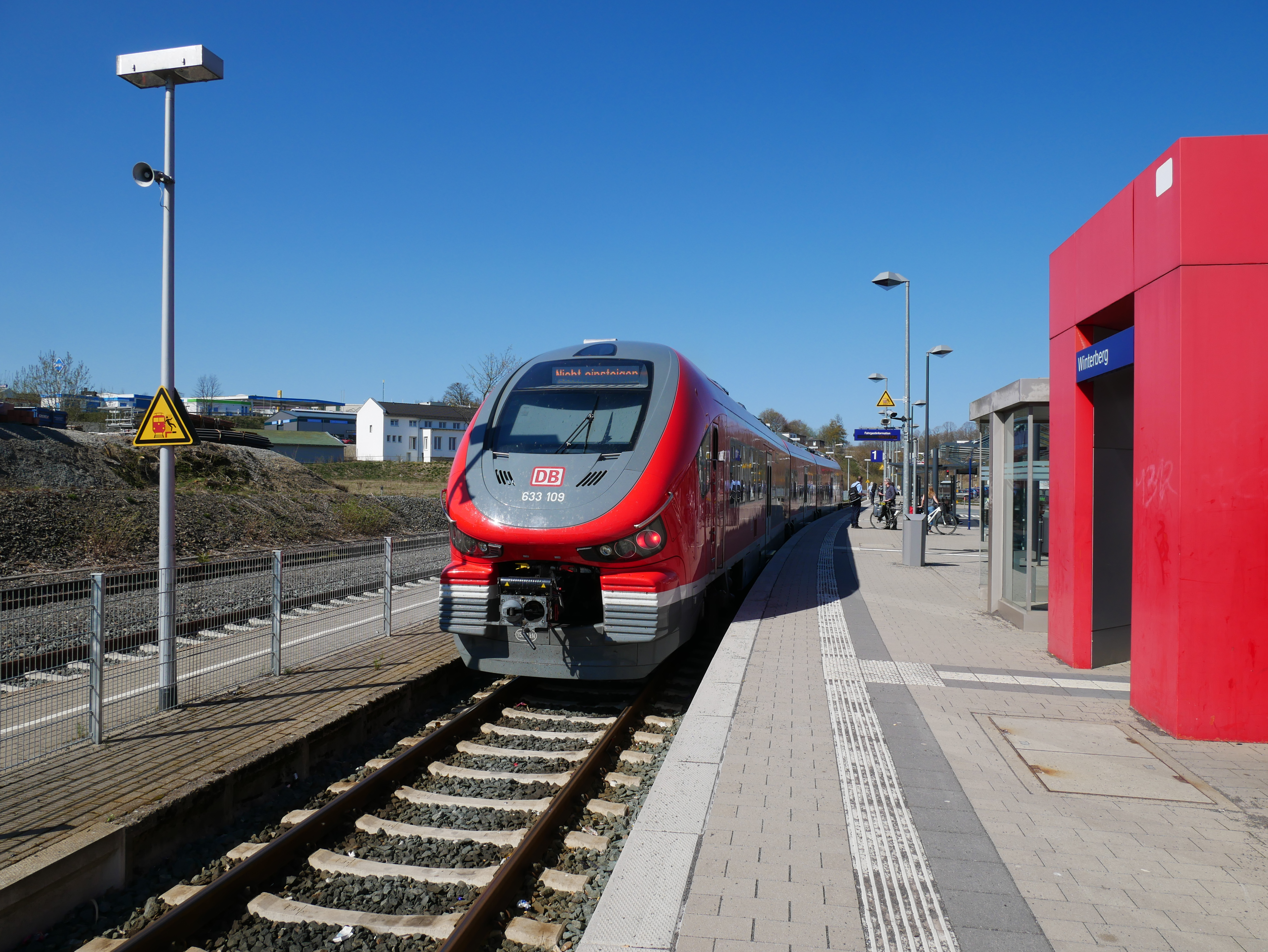
Regional-Express aus Dortmund in Winterberg

Zwischen Bestwig und Winterberg fahren aktuell zweistündlich, am Wochenende stündlich Regional-Express-Züge der Linie 57 von / nach Dortmund mit Dieseltriebzügen der Baureihe 633, z. T. in Mehrfachtraktion; nur sehr selten werden noch Dieseltriebzüge der Baureihe 644 eingesetzt. Dabei wird in Bigge und bei Bedarf auch in Siedlinghausen und Silbach gehalten. Außerhalb der Tagesrandlagen werden die Züge generell von und nach Dortmund durchgebunden. Der erste Zug Richtung Westen verkehrt abweichend als RE 17 nach Hagen. Außerdem wird in den Wintermonaten bei guter Schneelage ein zusätzliches Zugpaar zwischen Hagen und Winterberg angeboten. Dieses wird allerdings immer erst sehr kurzfristig in den Fahrplan aufgenommen.
Heute hat die Strecke vor allem Bedeutung für den touristischen Verkehr. So ist sie bei Wintersportlern und mit der Eröffnung des Ruhrtalradweges auch bei Radfahrern sehr beliebt. Die Nachfrage zur Fahrradbeförderung ist mittlerweile so stark gestiegen, dass zusätzliche Triebfahrzeuge mit umgebauten größeren Mehrzweckabteilen eingesetzt werden mussten. An Wochenenden in den Ferien und vor Feiertagen müssen zusätzliche Direktbusse mit Fahrradanhänger zwischen Dortmund und Winterberg verkehren, um die Nachfrage zu decken. An Spitzentagen müssen bis zu 500 Fahrräder befördert werden.
Da die Nachfrage der Strecke an Werktagen unter 500 Reisenden je Kilometer Betriebslänge liegt, sieht der NWL in seinem Nahverkehrsplan keinen Bedarf für einen Stundentakt an Wochentagen. Die Vorgaben an die Betriebszeiten werden deutlich unterschritten. Demnach sollte der letzte durchgehende Zug nach Winterberg im Oberzentrum Dortmund erst nach 20 Uhr abfahren. Ebenso ab Winterberg in Richtung Dortmund. Heute besteht die letzte Fahrmöglichkeit um 18:41 in Dortmund. Ab Winterberg fährt der letzte durchgehende Zug nach Dortmund um 18:31. Danach wird nur noch um 21:31 eine Fahrt nach Bestwig angeboten.
Während der Sperrung des Elleringhauser Tunnels 2025 sollen zwischen Juni und September im Rahmen des Ersatzverkehrs täglich Züge im Stundentakt nach Winterberg verkehren. Hierdurch werden zusätzliche Kapazitäten im Fahrradverkehr geschaffen, die durch das Baukonzept für Fahrten nach Brilon Stadt in dieser Zeit nicht benötigt werden.

## Planungen
Im Rahmen der Neuaufstellung des Nahverkehrsplans des Hochsauerlandkreises hat der Zweckverband Nahverkehr Westfalen-Lippe (NWL) angeregt, die Konzeption der Bahn- und Busverbindungen im Korridor Bestwig–Winterberg zu überprüfen, um eine gegenseitige Kannibalisierung der Linien RE 57 und S 50 zu verhindern. Dazu schlägt der NWL die Prüfung der Neueinrichtung von Haltepunkten in Nuttlar, Brunskappel, Wulmeringhausen und die Verlegung der Haltepunkte in Siedlinghausen und Silbach vor. So soll Fahrgastnachfrage von der Buslinie S 50 auf die RE-Linie 57 verlagert werden und die entfallenden Busleistungen auf Zubringerverkehre umverteilt werden. Beim Halt in Siedlinghausen wird die abgelegene Lage bemängelt, die zu lange Wege aus dem südlichen Ortsteil erfordert. Als neuer Standort für den Halt wird der Bereich des Friedhofes genannt, der sich nahe zur Ortsmitte befindet. Ebenso wird der Zustand der Bahnsteiganlagen und der Zuwegung des derzeitigen Haltes bemängelt. Im Jahr 2023 ließ der NWL potentielle neue Stationen in seinem Verantwortungsgebiet kategorisieren und bewerten. Dabei wurden für Wulmeringhausen 85, für Brunskappel 64 und für Nuttlar zwischen 278 und 298 potentielle Ein- und Aussteiger ermittelt. Der starke Fahrgastgewinn im Vergleich zur derzeit geringen Querschnittsnachfrage wird positiv gesehen. Allerdings lassen sich die zusätzlichen Halte nicht ohne Anschlussverluste oder zusätzliche Fahrzeugumläufe in den bestehenden Fahrplan integrieren. Die Kosten für den Bau der neuen Stationen werden auf etwa 10 Millionen Euro geschätzt. Der NWL sieht eine Möglichkeit zur Integration neuer Halte, wenn gleichzeitig auch die Streckengeschwindigkeit erhöht wird.
Eine Machbarkeitsstudie ergab 2022, dass die Wiederaufnahme des Personenverkehrs auf dem Abschnitt Frankenberg–Allendorf mit Fortführung nach Battenberg möglich ist. Züge aus Marburg könnten im Bahnhof Frankenberg geflügelt werden. Das Ergebnis einer Nutzen-Kosten-Untersuchung ergab ein positives Verhältnis von 1,29, womit das Projekt förderfähig wäre.
Im Zusammenhang mit der Sanierung des Elleringhauser Tunnels soll der Bahnhof Bigge bis zum 1. Quartal 2026 signaltechnisch aufgerüstet werden, um den betrieblichen Ablauf zum Wenden von Zügen zu vereinfachen. Mit dem Fahrplanwechsel im Dezember 2025 muss die nächtliche Sperrpause für die Tunnelsanierung auf zehn Stunden erhöht werden. Während der Sperrpause sollen Züge die normalerweise zwischen Bestwig und Brilon Wald im Zeitraum zwischen 19:30 und 5:30 verkehren, am Bahnhof Bigge mit Umsteigemöglichkeit zum Schienenersatzverkehr beginnen und enden.